# 이집트 제2왕조

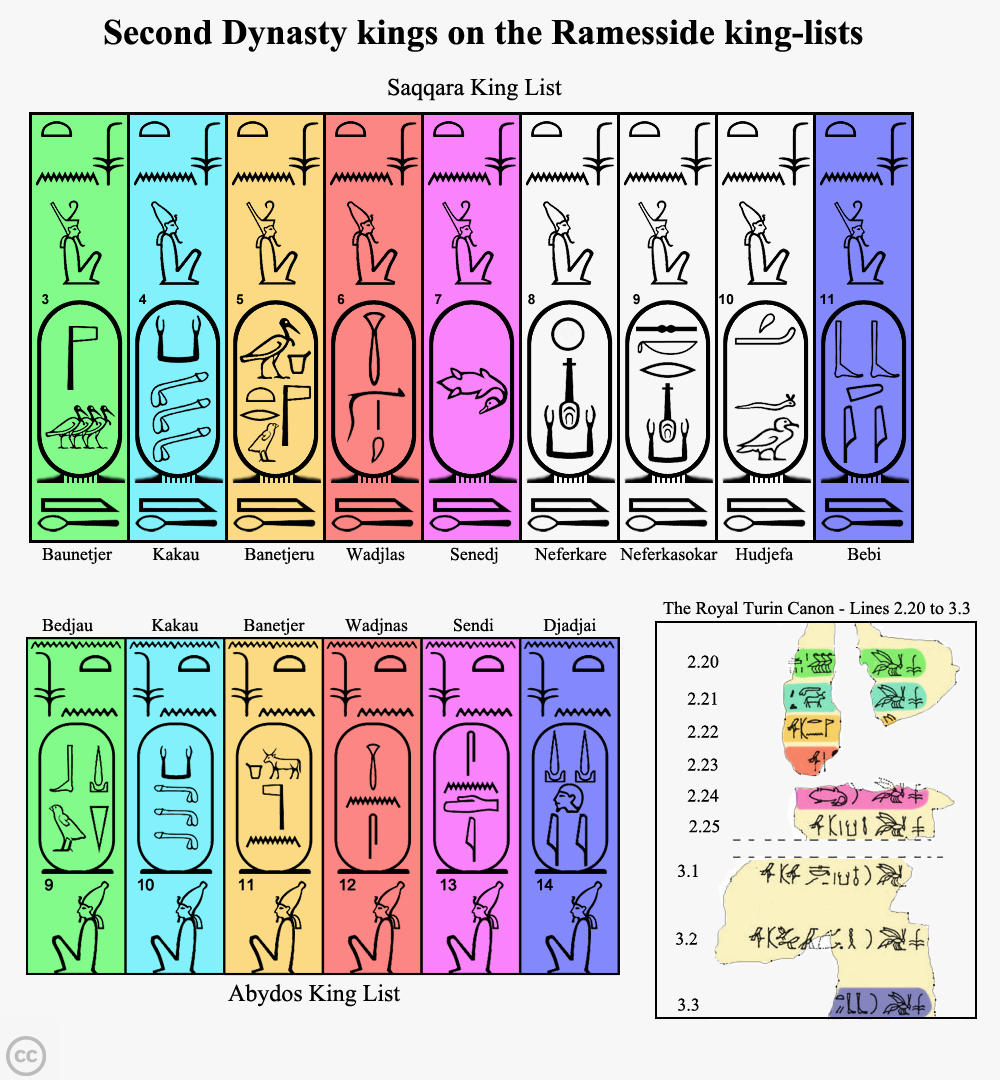

이집트 제2왕조는 이집트 초기왕조의 하나로, 기원전 2890년경부터 기원전 2686년까지 존속하였다.
제2왕조의 기록은 많이 남아있지 않으며, 고고학적 흔적도 적다.
제2왕조의 1대 파라오인 헤텝세켐위는 순장 풍습을 폐지했으며, 4대 파라오인 세트-페리브센은 기존의 호루스 이름을 버리고 세트 이름을 사용하였다. 다음 파라오인 카세켐위는 하이집트 지역의 반란을 진압하고 자신의 이름도 호루스와 세트를 모두 상징할 수 있는 이름으로 바꿨다.

## 역대파라오
마네토의 연대기에는 9명의 파라오의 이름이 적혀 있지만, 고고학적으로 인정된 파라오는 다음의 다섯 명이다.
- 헤텝세켐위 (38년)
- 라네브 (39년)
- 니네체르 (47년)
- 세트-페리브센 (17년)
- 카세켐위 (17년 또는 30년 이상)

또한, 아비도스 왕 목록에 따르면, 니네체르 뒤에 웨네그와 세네지라는 두 파라오가 있었다고 한다.

## 같이 보기
- 이집트 초기왕조